# Takeover
Nos negócios, takeover (em português, aquisição) é a compra de uma empresa (o alvo) por outra (o adquirente ou licitante). No Reino Unido, o termo se refere à aquisição de uma empresa de capital aberto cujas ações são listadas publicamente, em contraste com a aquisição de uma empresa privada.
A administração da empresa-alvo pode concordar ou não com uma proposta de aquisição, e isso resultou nas seguintes classificações de aquisição: amigável, hostil, reversa ou recuada. O financiamento de uma aquisição geralmente envolve empréstimos ou emissões de títulos, que podem incluir títulos de alto risco, bem como simples ofertas em dinheiro. Também pode incluir ações da nova empresa.

## Tipos de aquisição

### Aquisição amigável
Uma aquisição amigável é uma aquisição aprovada pela administração da empresa-alvo. Antes de um licitante fazer uma oferta por outra empresa, ele geralmente informa primeiro o conselho de administração da empresa.[carece de fontes?]
Uma aquisição reversa é um tipo de aquisição em que uma empresa pública adquire uma empresa privada. Isso geralmente é feito por iniciativa da empresa privada, com o objetivo de que ela efetivamente se libere, evitando algumas das despesas e do tempo envolvidos em um IPO convencional.[carece de fontes?]

### Aquisição hostil
Uma aquisição hostil permite que um licitante assuma o controle de uma empresa-alvo cuja administração não está disposta a concordar com uma fusão ou aquisição. A parte que inicia uma oferta pública de aquisição hostil aborda os acionistas diretamente, em vez de buscar a aprovação dos executivos ou diretores da empresa. Uma aquisição é considerada hostil se o conselho da empresa-alvo rejeitar a oferta e se o licitante continuar a buscá-la, ou se o licitante fizer a oferta diretamente após ter anunciado sua firme intenção de fazer uma oferta. O desenvolvimento da aquisição hostil é atribuído a Louis Wolfson.
Uma aquisição hostil pode ser conduzida de várias maneiras. Uma oferta pública de aquisição pode ser feita quando a empresa adquirente faz uma oferta pública a um preço fixo acima do preço de mercado atual. Uma empresa adquirente também pode envolver-se numa luta por procuração, através da qual tenta persuadir accionistas suficientes, normalmente uma maioria simples, a substituir a administração por uma nova que aprove a aquisição. Outro método envolve a compra discreta de ações suficientes no mercado aberto, conhecido como oferta pública de aquisição gradual ou ataque surpresa, para efetuar uma mudança na gestão. Em todas estas formas, a gestão resiste à aquisição, mas esta é efectuada de qualquer forma.
Nos Estados Unidos, uma tática de defesa comum contra aquisições hostis é usar a seção 16 da Lei Clayton para buscar uma liminar, argumentando que a seção 7 da lei, que proíbe aquisições cujo efeito pode ser substancialmente diminuir a concorrência ou tender a criar um monopólio, seria violada se o ofertante adquirisse as ações do alvo.
A principal consequência de uma proposta ser considerada hostil é prática e não legal. Se o conselho da empresa-alvo cooperar, o licitante poderá conduzir uma ampla diligência nos negócios da empresa-alvo, fornecendo ao licitante uma análise abrangente das finanças da empresa-alvo. Em contraste, um licitante hostil terá apenas informações mais limitadas e publicamente disponíveis sobre a empresa-alvo, tornando-o vulnerável a riscos ocultos relacionados às finanças da empresa-alvo. Como as aquisições geralmente exigem empréstimos fornecidos pelos bancos para atender à oferta, os bancos geralmente estão menos dispostos a apoiar um licitante hostil devido à relativa falta de informações sobre o alvo disponíveis para eles. De acordo com a lei de Delaware, os conselhos devem tomar medidas defensivas que sejam proporcionais à ameaça do licitante hostil à empresa-alvo.
Um exemplo bem conhecido de uma aquisição extremamente hostil foi a tentativa da Oracle de adquirir a PeopleSoft. Em 2018, ocorreram cerca de 1.788 aquisições hostis com um valor total de US$ 28,86 bilhões foram anunciados.

### Aquisição reversa
Em uma empresa privada, como os acionistas e o conselho geralmente são as mesmas pessoas ou estão intimamente ligados entre si, as aquisições privadas geralmente são amigáveis. Se os acionistas concordarem em vender a empresa, o conselho geralmente tem a mesma opinião ou está suficientemente sob as ordens dos acionistas para cooperar com o licitante.
Um indivíduo ou organização, às vezes conhecido como corporate raider, pode comprar uma grande fração das ações da empresa e, ao fazer isso, obter votos suficientes para substituir o conselho de administração e o CEO. Com uma nova equipe de gestão amigável, a ação é, potencialmente, um investimento muito mais atraente, o que pode resultar em um aumento de preço e lucro para o investidor corporativo e os outros acionistas. Um exemplo bem conhecido de aquisição reversa no Reino Unido foi a aquisição da Optare plc pelo Darwen Group em 2008.

### Backflip tomada de controle
Uma aquisição backflip é qualquer tipo de aquisição na qual a empresa adquirente se transforma em uma subsidiária da empresa comprada. Esse tipo de aquisição pode ocorrer quando uma empresa maior, mas menos conhecida, compra uma empresa em dificuldades com uma marca muito conhecida. Exemplos incluem:
- A aquisição da Continental Airlines pela Texas Air Corporation, mas adotando o nome Continental, como era mais conhecido.
- A aquisição da AT&T em dificuldades pela SBC e a subsequente mudança de nome para AT&T.[9]
- A compra da CBS pela Westinghouse em 1995 e sua mudança de nome para CBS Corporation em 1997, com a Westinghouse se tornando uma marca de propriedade da empresa.
- Aquisição do Bank of America pelo NationsBank, mas adotando o nome do Bank of America.
- A Norwest comprou o Wells Fargo, mas manteve este último devido ao seu reconhecimento de nome e legado histórico no Oeste americano.
- Aquisição da 3D Realms pela Interceptor Entertainment, mas manteve o nome 3D Realms.
- Nordic Games compra ativos e marca registrada da THQ e muda seu nome para THQ Nordic.
- Infogrames Entertainment, S.A. tornando-se Atari S.A.
- A aquisição da Broadcom Corporation pela Avago Technologies e a subsequente mudança de nome para Broadcom Inc.
- Aquisição da Starbreeze pela Overkill Software.[10]

## Financiamento de aquisição

### Financiamento
Muitas vezes, uma empresa que adquire outra paga um valor específico por ela. Esse dinheiro pode ser arrecadado de diversas maneiras. Embora a empresa possa ter fundos suficientes disponíveis em sua conta, não é comum remeter o pagamento inteiramente do dinheiro em caixa da empresa adquirente. Mais frequentemente, será emprestado de um banco ou levantado por uma emissão de títulos. Aquisições financiadas por meio de dívida são conhecidas como aquisições alavancadas, e a dívida geralmente será transferida para o balanço patrimonial da empresa adquirida.

### Alternativas de notas de empréstimo
Ofertas em dinheiro para empresas públicas geralmente incluem uma "alternativa de nota de empréstimo" que permite que os acionistas recebam parte ou a totalidade de sua contraprestação em notas de empréstimo em vez de dinheiro. Isso é feito principalmente para tornar a oferta mais atraente em termos de tributação. A conversão de ações em dinheiro é contabilizada como uma alienação que aciona o pagamento de imposto sobre ganhos de capital, enquanto que se as ações forem convertidas em outros títulos, como notas de empréstimo, o imposto é prorrogado.

## Acordos de aquisição

### Acordos de todas as ações
Uma aquisição, particularmente uma aquisição reversa, pode ser financiada por um acordo envolvendo apenas ações. O licitante não paga dinheiro, mas emite novas ações para os acionistas da empresa que está sendo adquirida. Em uma aquisição reversa, os acionistas da empresa que está sendo adquirida acabam ficando com a maioria das ações e, portanto, com o controle da empresa que faz a oferta.

### Ofertas em dinheiro
Se uma aquisição de uma empresa consiste simplesmente numa oferta de uma quantia de dinheiro por acção (em oposição a todo ou parte do pagamento ser em acções ou notas promissórias), então este é um negócio totalmente em dinheiro.
A empresa compradora pode obter o dinheiro necessário de várias maneiras, incluindo recursos de caixa existentes, empréstimos ou uma emissão separada de ações da empresa.

## Estratégias
Há uma variedade de razões pelas quais uma empresa adquirente pode desejar comprar outra empresa. Algumas aquisições são oportunistas – a empresa-alvo pode simplesmente ter um preço muito razoável por um motivo ou outro e a empresa adquirente pode decidir que, a longo prazo, acabará ganhando dinheiro comprando a empresa-alvo. A grande holding Berkshire Hathaway lucrou muito ao longo do tempo comprando muitas empresas de forma oportunista dessa maneira.
Outras aquisições são estratégicas porque se acredita que elas têm efeitos secundários além do simples efeito da lucratividade da empresa-alvo ser adicionada à lucratividade da empresa adquirente. Por exemplo, uma empresa adquirente pode decidir comprar uma empresa que seja lucrativa e tenha boas capacidades de distribuição em novas áreas, que a empresa adquirente também pode usar para seus próprios produtos. Uma empresa-alvo pode ser atraente porque permite que a empresa adquirente entre em um novo mercado sem ter que assumir o risco, o tempo e as despesas de iniciar uma nova divisão. Uma empresa adquirente pode decidir adquirir um concorrente não apenas porque ele é lucrativo, mas para eliminar a concorrência em seu setor e facilitar, a longo prazo, o aumento de preços. Além disso, uma aquisição poderia concretizar a crença de que a empresa combinada pode ser mais lucrativa do que as duas empresas seriam separadamente, devido à redução de funções redundantes.

## Dívida por capital
As aquisições também tendem a substituir dívida por capital. Em certo sentido, qualquer política tributária governamental que permita a dedução de despesas com juros, mas não de dividendos, essencialmente forneceu um subsídio substancial para aquisições. Pode punir uma gestão mais conservadora ou prudente que não permite que suas empresas se alavanquem em uma posição de alto risco. Uma alta alavancagem levará a altos lucros se as circunstâncias correrem bem, mas pode levar a um fracasso catastrófico se não correrem bem. Isso pode criar externalidades negativas substanciais para governos, funcionários, fornecedores e outras partes interessadas. 

## Ação de ouro
As aquisições corporativas ocorrem com frequência nos Estados Unidos, Canadá, Reino Unido, França e Espanha . Elas acontecem apenas ocasionalmente na Itália porque os acionistas maiores (geralmente famílias controladoras) geralmente têm privilégios especiais de votação no conselho, projetados para mantê-los no controle. Elas não acontecem com frequência na Alemanha por causa da estrutura de conselho duplo, nem no Japão porque as empresas têm conjuntos interligados de propriedades conhecidos como keiretsu, nem na República Popular da China porque muitas empresas de capital aberto são estatais. 

## Trabalhos citados
- Picot, Gerhard, ed. (2002). Handbook of International Mergers and Acquisitions: Preparation, Implementation, and Integration. [S.l.]: Palgrave Macmillan. ISBN 0-333-96867-0. OCLC 48588374